# Собрал-да-Абельейра
Собрал-да-Абельейра (порт. Sobral da Abelheira)  —  район (фрегезия) в Португалии,  входит в округ Лиссабон. Является составной частью муниципалитета  Мафра. Находится в составе крупной городской агломерации Большой Лиссабон. По старому административному делению входил в провинцию Эштремадура. Входит в экономико-статистический  субрегион Большой Лиссабон, который входит в Лиссабонский регион. Население составляет 1152 человека на 2011 год. Занимает площадь 15,57 км².
Покровителем района считается Дева Мария (порт. Nossa Senhora da Oliveira). 